# 1707 w polityce

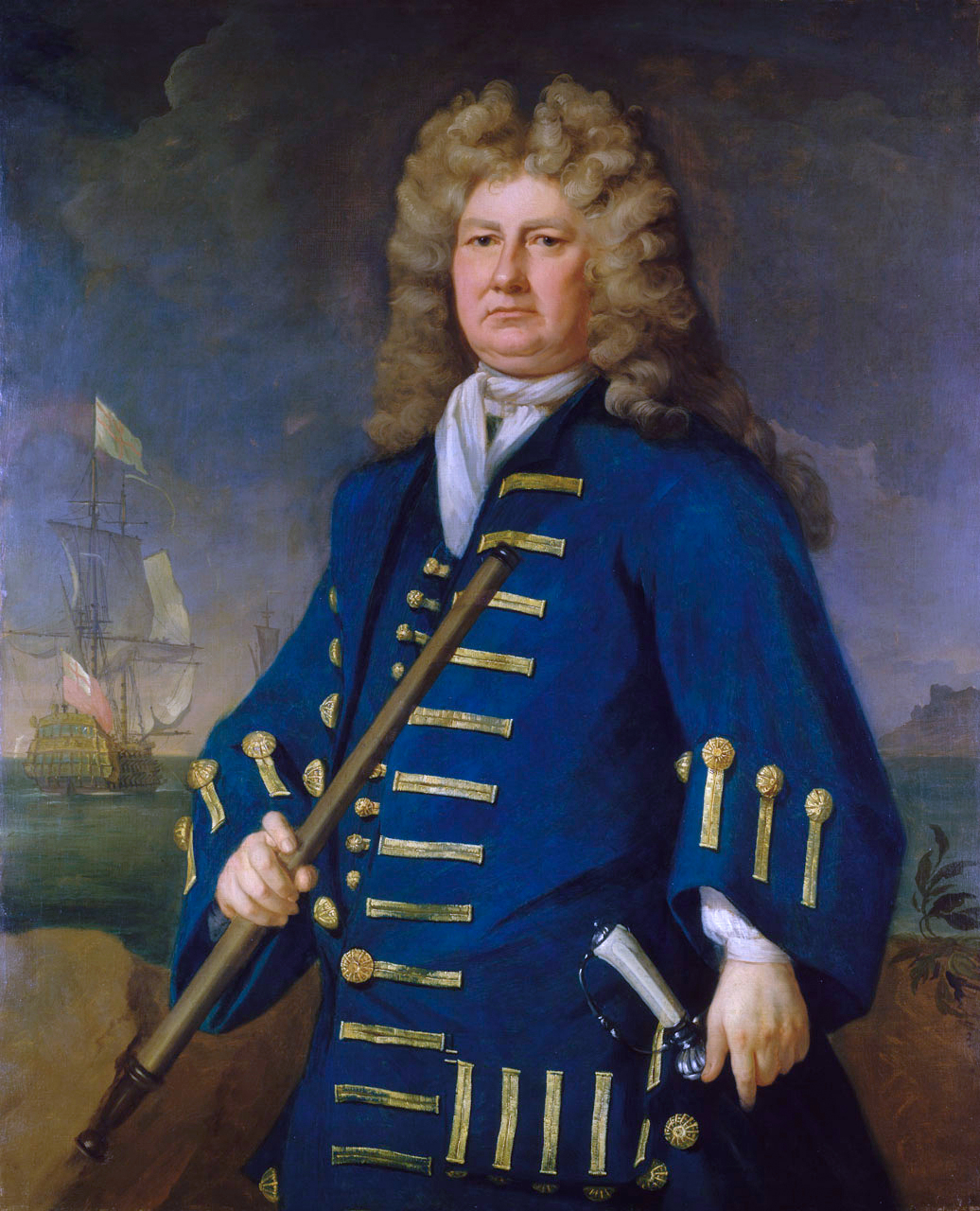
Cloudesley Shovell

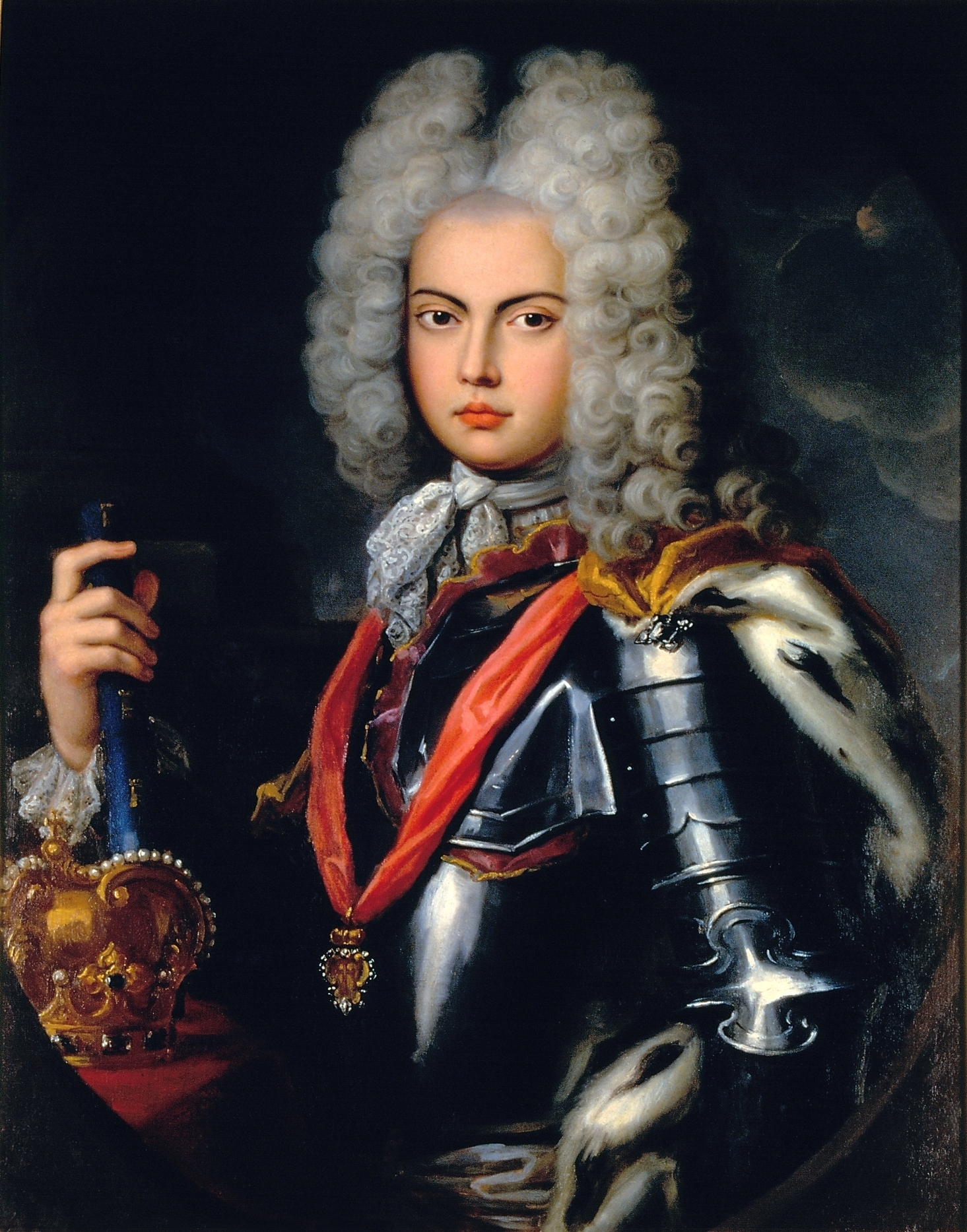
Jan V Wielkoduszny

Wydarzenia polityczne w 1707 roku.

## Wydarzenia
- 1 stycznia osiemnastoletni Jan V Wielkoduszny został koronowany na króla Portugalii[1][2][3].
- 13 marca  - Wojna o sukcesję hiszpańską: pomiędzy Ludwikiem XIV i Józefem I zawarta zostaje konwencja umożliwiająca ewakuację wojsk francuskich z Włoch[4].

## Urodzili się
- 1 lutego Fryderyk Ludwik Hanowerski, książę Walii[5].

## Zmarli
- Cloudesley Shovell, angielski admirał[6].